# Korsgadehallen
Korsgadehallen er en idrætshal beliggende på Korsgade 29 på Indre Nørrebro i København. Hallen som er indviet i august 2006 er opført med Københavns Kommune som bygherre efter et vinderforslag af BBP Arkitekter og opført af Hoffmann. Bygningen udgør 3500 kvadratmeter og kostede 57 mio. i opførelse.

## Historie og brug
Hallen er centralt beliggende på Nørrebro og er konstrueret som en "hule nedgravet i en bakke", for at skabe en såkaldt Indre byfælled. Den centrale hal indeholder en håndboldbane og øvrige faciliterer ligger herom, enten i niveau eller på balkonen som omkranser hallen på to sider.
I forbindelse med bandeopgørene på Blågårds Plads var hallen i en periode af marts 2009 lukket om aftenerne og i weekenderne.